# Lewknor
Lewknor is een civil parish in het bestuurlijke gebied South Oxfordshire, in het Engelse graafschap Oxfordshire met 663 inwoners.